# Bucknall
Bucknall är en ort och civil parish i Storbritannien.   Den ligger i grevskapet Lincolnshire och riksdelen England, i den sydöstra delen av landet, 190 km norr om huvudstaden London. Bucknall ligger 6 meter över havet och antalet invånare är 364.
Terrängen runt Bucknall är platt. Runt Bucknall är det ganska tätbefolkat, med 75 invånare per kvadratkilometer. Närmaste större samhälle är Lincoln, 19,4 km väster om Bucknall. Trakten runt Bucknall består till största delen av jordbruksmark.